# Scharnhorst (1936)
«Шарнгорст» (нім. Scharnhorst) — лінкор (іноді лінійний крейсер) ВМС Німеччини в Другій світовій війні. Названий на честь генерала і реформатора прусської армії Ґергарда фон Шарнгорста і на згадку про крейсер Першої світової війни «Scharnhorst», потоплений в битві при Фолклендських островах у грудні 1914 року.
Потоплений силами британського флоту 26 грудня 1943 року біля мису Нордкап в Норвегії.